# 11月19日
11月19日（じゅういちがつじゅうくにち）は、グレゴリオ暦で年始から323日目（閏年では324日目）にあたり、年末まであと42日ある。

## できごと

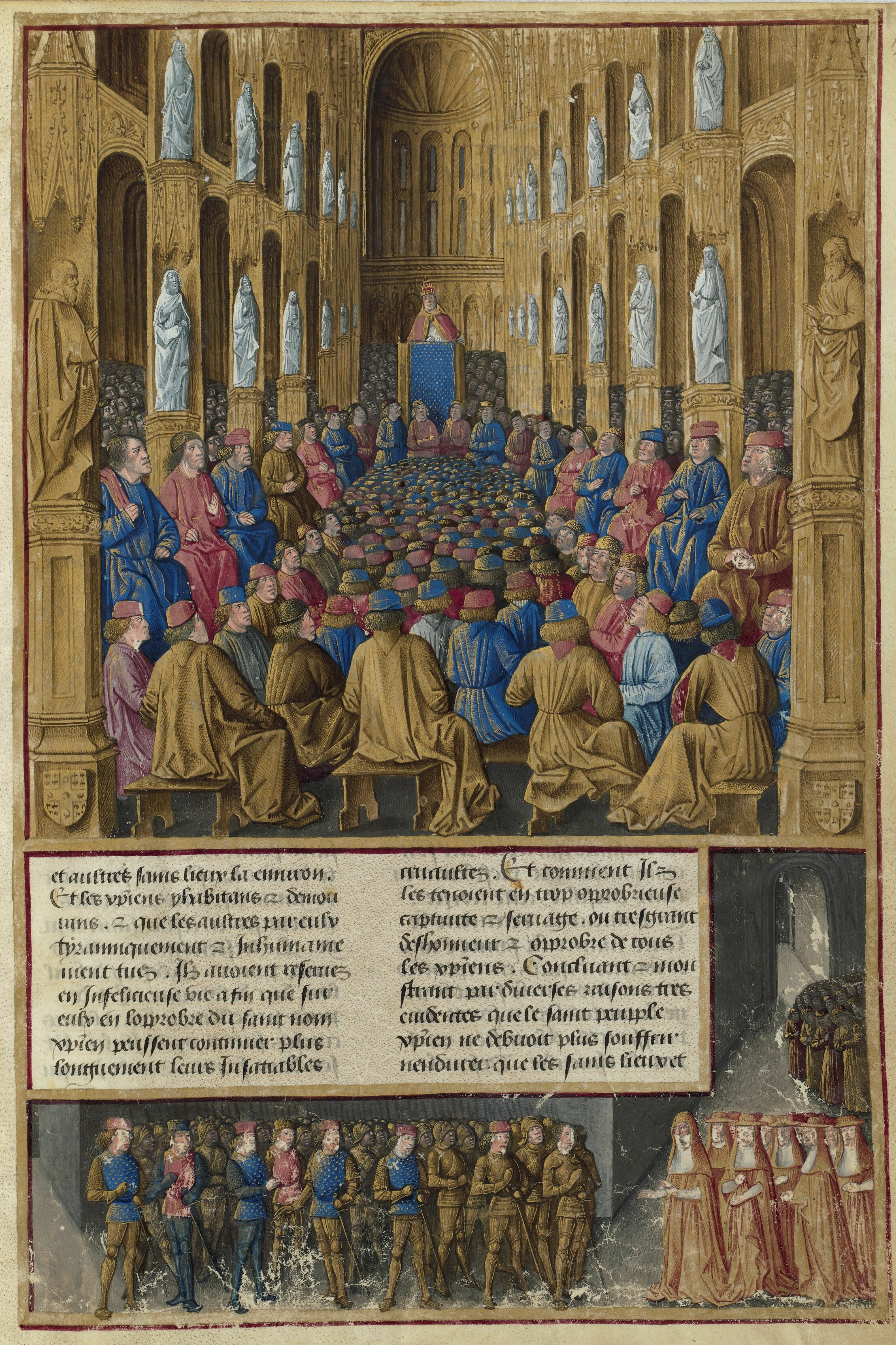
十字軍の契機となったクレルモン教会会議(1095)

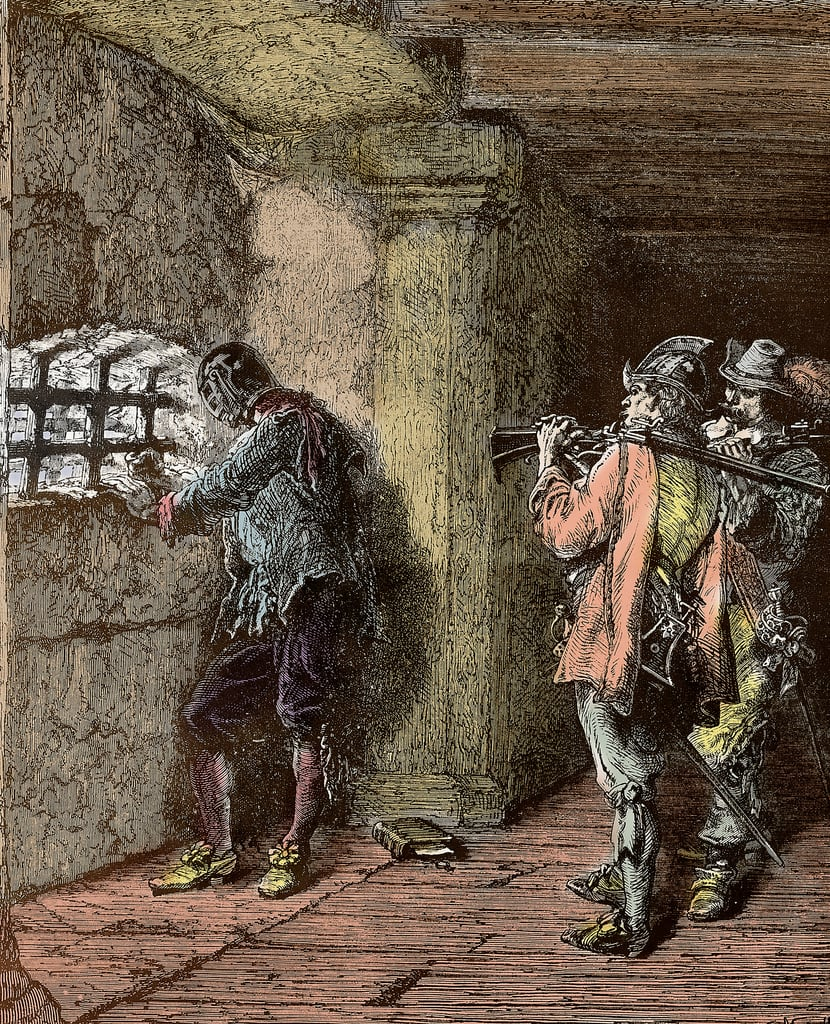
“鉄仮面”死去(1703)。ルイ14世の異母兄説が有力

- 461年 - 聖ヒラリウスがローマ教皇に就任。
- 1095年 - ローマ教皇ウルバヌス2世が招集したクレルモン教会会議が始まる。
- 1392年（明徳3年/元中9年閏10月5日）- 明徳の和約。南朝の後亀山天皇が北朝の後小松天皇に三種の神器を譲渡し、日本の南北朝時代が終結。
- 1493年 - クリストファー・コロンブスが現在のプエルトリコにヨーロッパ人として初めて上陸。
- 1703年 - バスティーユ牢獄に収監されていた「ベールで顔を覆った囚人」（鉄仮面）が死亡。
- 1794年 - アメリカ合衆国とイギリスがジェイ条約に調印。アメリカ独立戦争以後残された問題の解決を狙いとしたもの。
- 1816年 - ワルシャワ大学設立。
- 1819年 - プラド美術館設立[1]。
- 1863年 - エイブラハム・リンカーンによるゲティスバーグ演説が行われる[2]。
- 1868年（明治元年10月6日）- 戊辰戦争: 松山戦争。
- 1894年 - 青梅鉄道（現在の青梅線）が開業。
- 1906年 - 京阪電気鉄道設立。
- 1941年 - 常磐線北千住駅で停車していた上り列車に後続の列車が追突。乗務員、乗客6人が死亡、41人が重軽傷[3]。
- 1942年 - 第二次世界大戦・独ソ戦: ウラヌス作戦がはじまる。
- 1945年 - GHQが超国家主義的・軍国主義的・封建的な映画236本の上映禁止・焼却を指令。
- 1945年 - GHQは、日本政府に対し荒木貞夫、小磯国昭、松岡洋右ら11人を戦争犯罪人として逮捕し、巣鴨刑務所に拘禁するよう命令[4]。
- 1946年 - アフガニスタン、アイスランド、スウェーデンが国際連合に加盟。
- 1956年 - 東海道本線全線電化が完成。ダイヤ改正も同時実施。それにともない、「青大将」塗色のつばめデビュー、汐留駅 - 梅田駅間でコンテナ列車運転開始。
- 1959年 - 東京都で学童擁護員（緑のおばさん）の制度開始。
- 1962年 - 全日空バイカウント機墜落事故。訓練飛行中の全日空機が愛知県猿投上空で墜落。乗員4人全員死亡。
- 1965年 - 佐藤栄作内閣が戦後初の赤字国債発行を閣議決定。
- 1966年 - 横綱栃ノ海が引退。
- 1968年 - 文化放送の生放送ラジオ長寿番組「日野ミッドナイトグラフィティ 走れ!歌謡曲」がこの日にスタート。
- 1968年 - 嘉手納飛行場B-52爆撃機炎上事故。
- 1969年 - アポロ計画: アポロ12号が月面に着陸。チャールズ・コンラッドとアラン・ビーンが月に上陸した3人目および4人目の人類となる。
- 1971年 - 沖縄返還協定の強行採決に対し全国で抗議デモ。日比谷公園では中核派と機動隊が衝突し、火炎瓶が投げられ園内のレストラン松本楼が全焼した[5]。
- 1971年 - 国産初の超音速航空機であるT-2が試験飛行で国産の航空機として初めて音速を越える。
- 1977年 - エジプト大統領アンワル・サダト、イスラエルを訪問。メナヘム・ベギンと会談。アラブ世界の指導者による初めてのイスラエル公式訪問となる。
- 1977年 - TAP ポルトガル航空425便墜落事故: TAPポルトガル航空のボーイング727が、マデイラ空港で着陸時に滑走路をオーバーランし転落、131人が死亡。
- 1980年 - 山口百恵と三浦友和が結婚。
- 1985年 - 冷戦: アメリカのロナルド・レーガンとソ連のゴルバチョフがジュネーヴで初めて会談。
- 1993年 - 環境基本法が公布。
- 1999年 - 中華人民共和国初の宇宙船「神舟1号」が打ち上げ。
- 2003年 - PHS事業者アステルグループのアステル九州が停波。PHSの通信業者の事業停止としては日本初。
- 2006年 - 任天堂の据え置き型ゲーム機「Wii」が北米で発売開始。
- 2006年 - 世界最大の旅客機エアバスA380が、空港適合性試験のため初めて日本の成田国際空港に飛来。
- 2008年 - 複数人で同時編集可能なウェブベーステキストエディタEtherpadが公開。
- 2012年 - 陸山会の土地取引をめぐり、政治資金規正法違反の罪で起訴され一・二審で無罪となった小沢一郎被告について、検察官役の指定弁護士が上告を断念。小沢の無罪が確定した[6]。
- 2018年 - 東京地検特捜部が日産自動車のカルロス・ゴーンとグレッグ・ケリーを金融商品取引法違反容疑で逮捕した[7]。
- 2021年 - 大谷翔平が満票でアメリカン・リーグのMVPに選出される[8]。
- 2024年 - アメリカ政府がウクライナに対してATACMSの使用許可を出す。
- 2024年 - ロシア政府が核ドクトリンを承認。

## 誕生日

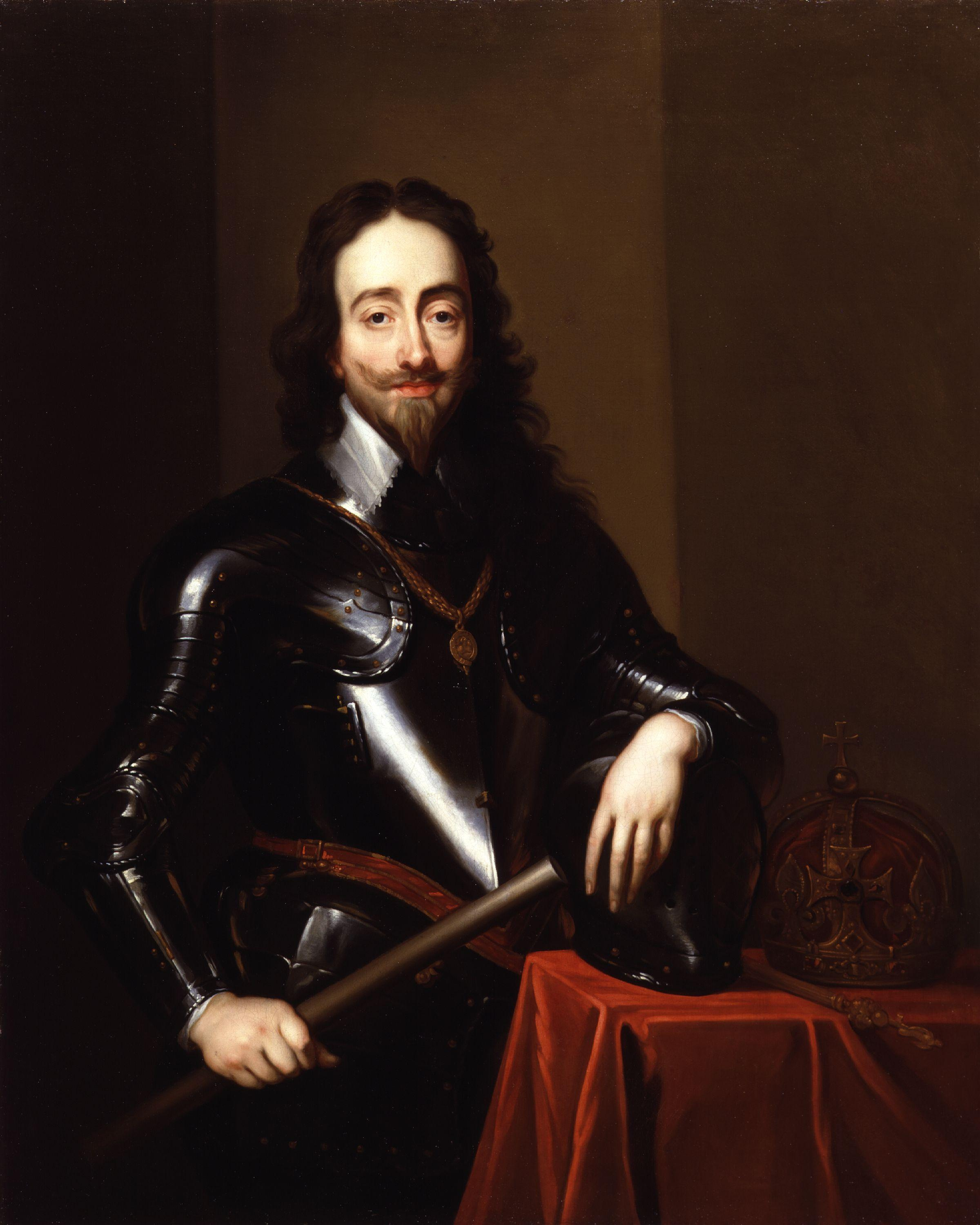
清教徒革命に斃れたイングランド王、チャールズ1世(1600-1649)誕生

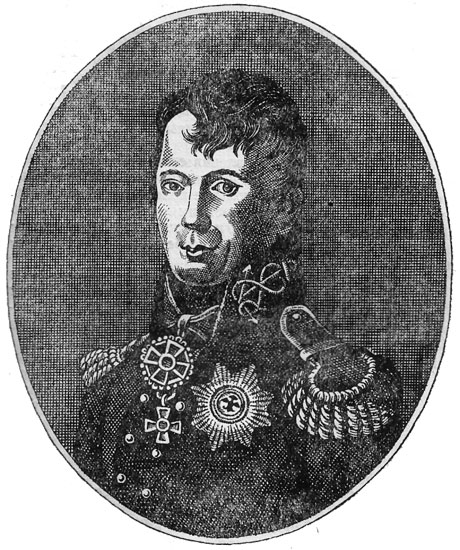
エストニア出身のロシア海軍提督、アーダム・ヨハン・フォン・クルーゼンシュテルン(1770-1846)誕生。「日本海」の命名者

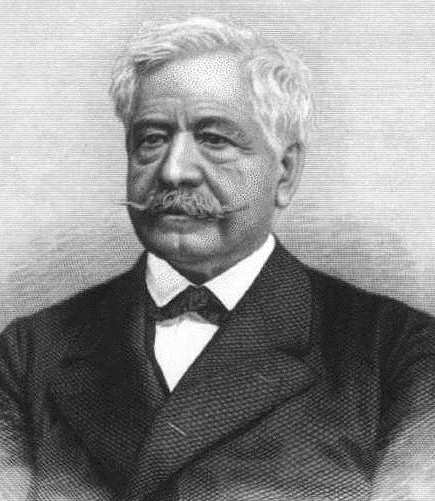
スエズ運河建設で知られるフランスの外交官、フェルディナン・レセップス(1805-1894)誕生

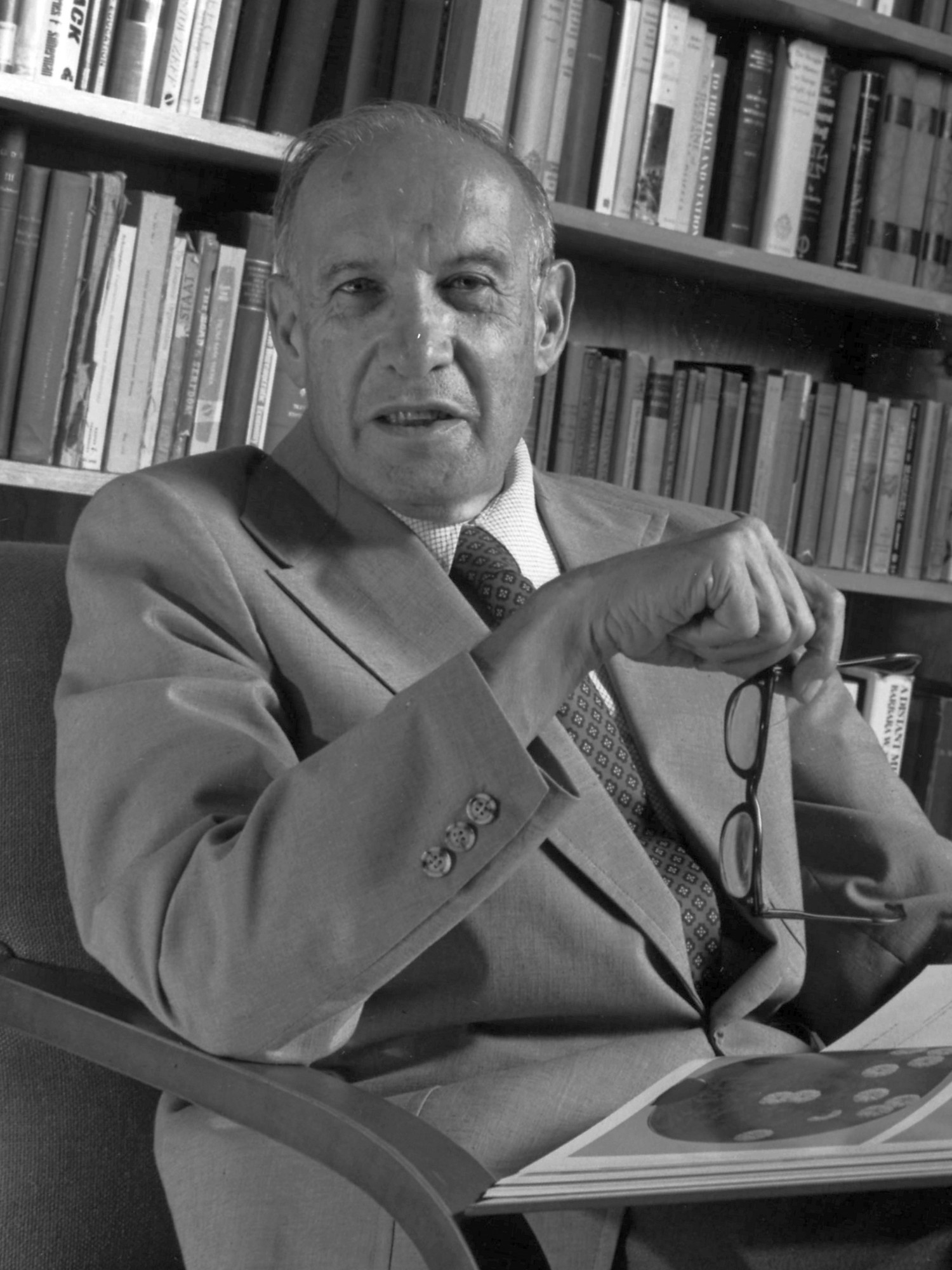
オーストリア出身の経営学者、ピーター・ドラッカー(1909-2005)誕生

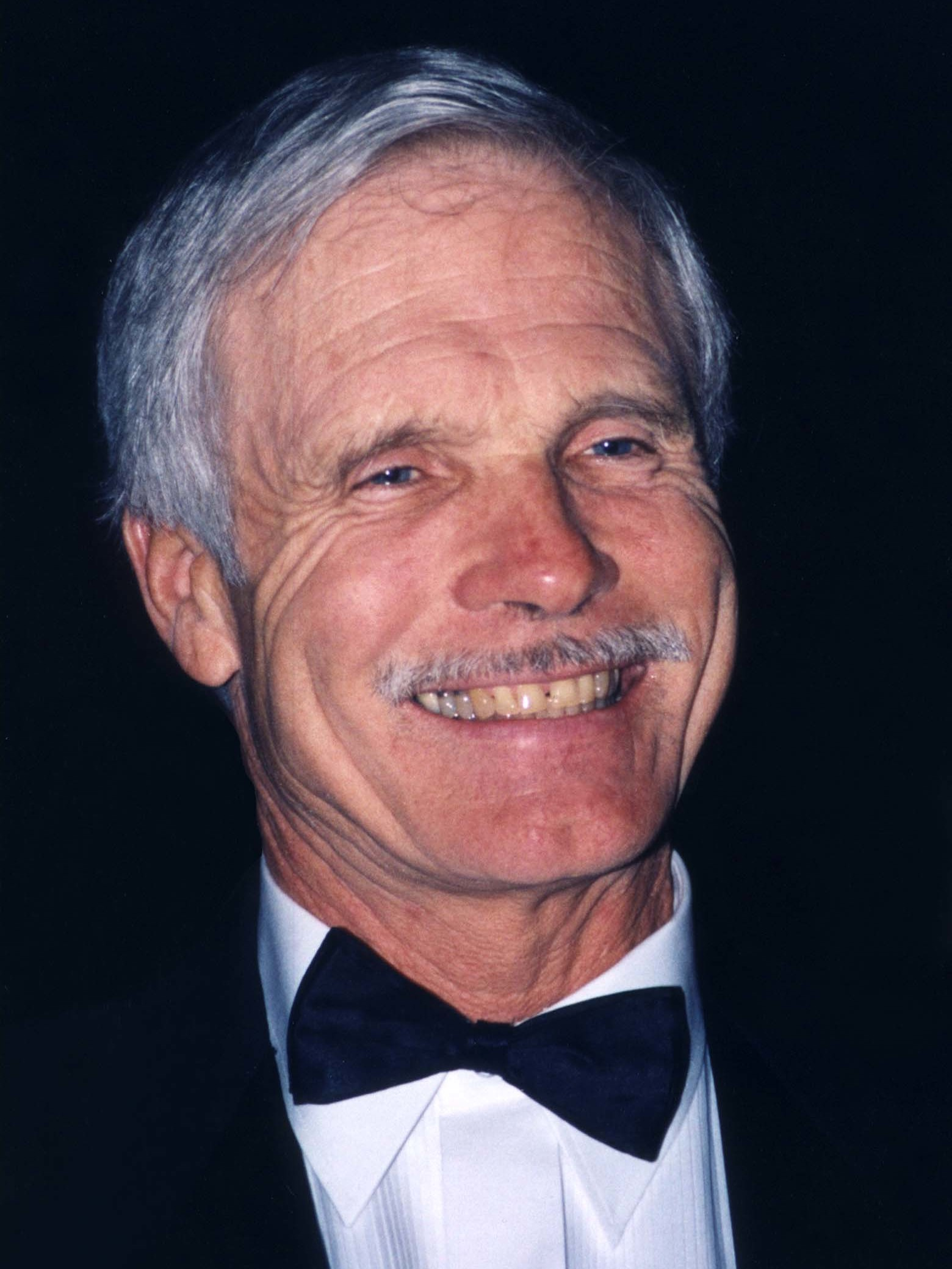
CNN創設者、テッド・ターナー(1938-)誕生

- 1600年 - チャールズ1世、イングランド王（+ 1649年）
- 1711年（ユリウス暦11月8日） - ミハイル・ロモノーソフ、科学者（+ 1765年）
- 1770年 - ベルテル・トルバルセン、彫刻家（+ 1844年）
- 1770年 - アーダム・ヨハン・フォン・クルーゼンシュテルン、ロシア海軍の提督（+ 1846年）
- 1805年 - フェルディナン・レセップス、フランス外交官（+ 1894年）
- 1831年 - ジェームズ・ガーフィールド、政治家、第20代アメリカ合衆国大統領（+ 1881年）
- 1851年 - ウィリアム・ブルックス、農学者（+ 1938年）
- 1874年 - 鹿子木孟郎、洋画家（+ 1941年）
- 1875年 - ハイラム・ビンガム3世、探検家、政治家（+ 1956年）
- 1881年 - 田中長一郎、田中鉱山副社長（+ 1969年）
- 1888年 - ホセ・ラウル・カパブランカ、第3代チェスの公式世界チャンピオン（+ 1942年）
- 1892年 - エベレット・スコット、元プロ野球選手（+ 1960年）
- 1899年 - 江上トミ、料理研究家（+ 1980年）
- 1906年 - 森部静武、ヴァイオリニスト（+ 1994年）
- 1907年 - 浪花千栄子、女優（+ 1973年）
- 1909年 - ピーター・ドラッカー[9]、経営学者、社会学者（+ 2005年）
- 1910年 - 張楽平、漫画家（+ 1992年）
- 1910年 - 太田一夫、政治家（+ 1990年）
- 1914年 - 若狭得治、全日空元社長（+ 2005年）
- 1917年 - インディラ・ガンディー、第6代インド首相（+ 1984年）
- 1921年 - ロイ・キャンパネラ、元プロ野球選手（+ 1993年）
- 1921年 - アンダ・ゲーザ、ピアニスト（+ 1976年）
- 1924年 - 西條八束、海洋学者（+ 2007年）
- 1925年 - ジグムント・バウマン、社会学者（+ 2017年[10]）
- 1927年 - 森﨑東、映画監督（+ 2020年[11][12]）
- 1929年 - 竹中恵美子、経済学者（+ 2025年）
- 1933年 - 藤岡重慶、俳優、声優（+ 1991年）
- 1933年 - ラリー・キング、司会者、俳優（+ 2021年）
- 1934年 - 寺田陽介、元プロ野球選手
- 1934年 - フィリップ・レダー、遺伝学者（+ 2020年）
- 1936年 - ローター・クラップマン、社会学者、教育学者
- 1937年 - 古井由吉、小説家、ドイツ文学者（+ 2020年[13]）
- 1938年 - テッド・ターナー、実業家
- 1942年 - カルバン・クライン、ファッションデザイナー
- 1943年 - 遠藤泰子、アナウンサー
- 1945年 - 橋本昌、政治家、13-18代茨城県知事
- 1945年 - ボビー・トーラン、元プロ野球選手
- 1947年 - 水谷実雄、元プロ野球選手（+ 2025年）
- 1947年 - ボブ・ブーン、元プロ野球選手
- 1948年 - ピーター・ラウ、調教師
- 1949年 - 松崎しげる、歌手
- 1949年 - 佐藤文康、レーシングドライバー（+ 1983年）
- 1950年 - 大出彰、政治家
- 1950年 - 馬渕清資、工学者
- 1951年 - 松任谷正隆、音楽プロデューサー
- 1955年 - ディアンネ・デ・レーブ、元フィギュアスケート選手
- 1958年 - 安藤優子、ニュースキャスター
- 1960年 - 中博史、声優、ナレーター
- 1961年 - メグ・ライアン、女優
- 1961年 - 佐々木優子、声優
- 1962年 - ジョディ・フォスター、女優
- 1962年 - 東城和実、漫画家
- 1963年 - テリー・ファレル、女優
- 1965年 - ローラン・ブラン、元サッカー選手
- 1965年 - ダグラス・ヘンシュオール、俳優
- 1968年 - 麻倉あきら、歌手
- 1968年 - 紫吹淳、女優、元宝塚歌劇団月組
- 1968年 - カステラ一番、ものまねタレント
- 1970年 - 吉田真里子、元歌手
- 1971年 - アンディ・シーツ、元プロ野球選手
- 1971年 - 菅谷大介、日本テレビアナウンサー
- 1971年 - 角田明彦、俳優
- 1972年 - 水内猛、元サッカー選手
- 1973年 - 竜騎士07、推理作家、ゲームクリエイター
- 1974年 - 金沢イボンヌ、元陸上ハードル選手
- 1974年 - マリオ・バルデス、元プロ野球選手
- 1975年 - 矢野昌大、ミュージシャン
- 1975年 - 山根雅仁、元プロ野球選手
- 1975年 - 佐藤直之、ゲームクリエイター、作曲家
- 1975年 - 山口裕子、プロゴルファー
- 1976年 - 柴田淳、シンガーソングライター
- 1977年 - 森本さやか、元アナウンサー
- 1977年 - 吉野誠、元プロ野球選手
- 1977年 - 浜谷健司、お笑いタレント（ハマカーン）
- 1979年 - ジョー、お笑いタレント（ダブルネーム）
- 1979年 - ライアン・ハワード、元プロ野球選手
- 1979年 - 勝野七奈美、歌手、モデル、宝石デザイナー（+ 2009年）
- 1980年 - 赤嶺寿乃、女優
- 1980年 - 小山桂司、元プロ野球選手
- 1981年 - アンドレ・ロッテラー、レーシングドライバー
- 1981年 - 中村繪里子、声優
- 1981年 - 庄司夕起、バレーボール選手
- 1981年 - マーカス・バンクス、バスケットボール選手
- 1982年 - 伊沢麻未、歌手
- 1983年 - 長谷川浩大、元騎手、調教師
- 1983年 - ダリア・ウェーボウィ、スーパーモデル
- 1983年 - アダム・ドライバー、俳優
- 1983年 - 向山淳、政治家
- 1984年 - 大場浩平、元プロボクサー
- 1984年 - 本多雄一、元プロ野球選手
- 1984年 - 大隣憲司、元プロ野球選手
- 1984年 - 有年淳、騎手
- 1984年 - LUKE、ファッションモデル
- 1984年 - DOTAMA、ラッパー
- 1985年 - 藤井脩祐、空手家
- 1985年 - ブラッド・ハーマン、元プロ野球選手
- 1985年 - 星野みちる、歌手
- 1985年 - 竹内あい、元AV女優
- 1985年 - レネ・レベレット、プロ野球選手
- 1985年 - erica、シンガーソングライター
- 1986年 - ジミー・ヴァン・オストランド、元プロ野球選手
- 1986年 - 鶴田加茂、音楽家、ボカロP（ika_mo）
- 1986年 - ニナ・イヴァノヴァ、フィギュアスケート選手
- 1986年 - マイケル・ソーンダース、元プロ野球選手
- 1986年 - 瑞原明奈、プロ雀士
- 1986年 - リンジー・エリンソン、ファッションモデル
- 1987年 - 大澤亜季子、アナウンサー、タレント
- 1987年 - 松井雅人、元プロ野球選手
- 1988年 - 尾藤竜一、元プロ野球選手
- 1988年 - Ayano、シンガーソングライター（元toi teens!?）
- 1989年 - タイガ、ラッパー
- 1989年 - マイケル・トンキン、プロ野球選手
- 1989年 - 玉井晴章、ミュージカル俳優
- 1990年 - 源崎トモエ、ファッションモデル
- 1991年 - 世羅りさ、プロレスラー、女優
- 1992年 - saku、シンガーソングライター
- 1992年 - 高橋英輝、元陸上競技選手
- 1993年 - 橋本甜歌、タレント
- 1993年 - スソ、サッカー選手
- 1993年 - ジョーイ・ギャロ、プロ野球選手
- 1994年 - 堀井翼、格闘家
- 1994年 - 秋山清仁、陸上選手
- 1995年 - 寺本明日香、元体操選手
- 1995年 - 成海瑠奈、元声優
- 1996年 - 沖野綾亜、琉球放送アナウンサー
- 1996年 - 弦間彩華、テレビ静岡アナウンサー
- 1996年 - 萱和磨、体操競技選手
- 1996年 - クリスツィナ・ツィマノウスカヤ[14]、陸上競技選手
- 1997年 - 琴櫻将傑、大相撲力士
- 1997年 - 平田真優香、元タレント
- 1997年 - 新井愛瞳、元アイドル（元アップアップガールズ（仮））
- 1997年 - 幸地生剛、俳優
- 1997年 - 白岩瑠姫、アイドル（JO1、元ジャニーズJr.）
- 1997年 - 阿部弘輝、陸上選手
- 1998年 - 橋本和花子、関西テレビアナウンサー
- 1998年 - カワイレナ、アイドル（手羽先センセーション）
- 1999年 - エフゲニア・メドベージェワ、フィギュアスケート選手
- 1999年 - 松本慈子、アイドル（SKE48）
- 2000年 - 聞間彩、アイドル（元つりビット）
- 2001年 - 菅まどか、声優
- 2001年 - 菅叶和、声優
- 2001年 - 工藤泰成、プロ野球選手
- 2002年 - 小宮璃央[15]、俳優
- 2003年 - 葉月くれあ、グラビアアイドル、タレント
- 2003年 - 前田銀治、プロ野球選手
- 2007年 - 田村継、俳優
- 生年不明 - 一田梨江、声優
- 生年不明 - 大沢千秋、元声優
- 生年不明 - 太田佳織、声優
- 生年不明 - 永倉仁八、声優
- 生年不明 - 南早紀[16]、声優

## 忌日
- 498年 - アナスタシウス2世、ローマ教皇
- 1492年 - ジャーミー、詩人（* 1414年）
- 1557年 - ボナ・スフォルツァ、ポーランド王ジグムント1世の王妃（* 1494年）
- 1567年（永禄10年10月19日） - 武田義信、戦国武将（* 1538年）
- 1577年（天正5年10月10日） - 松永久秀[17]、戦国武将（* 1510年）
- 1630年 - ヨハン・シャイン、作曲家（* 1586年）
- 1665年 - ニコラ・プッサン、画家（* 1594年）
- 1682年 - ルパート、カンバーランド公（* 1619年）
- 1818年（文政元年10月21日） - 司馬江漢、絵師、蘭学者（* 1747年）
- 1828年 - フランツ・シューベルト[18]、作曲家（* 1797年）
- 1850年 - リチャード・メンター・ジョンソン、第9代アメリカ合衆国副大統領（* 1780年）
- 1887年 - エマ・ラザルス（英語版）、詩人（* 1859年）
- 1925年 - アンリ・ファヨール、鉱山技師、地質学者（* 1841年）
- 1938年 - レフ・シェストフ、哲学者（* 1866年）
- 1942年 - ブルーノ・シュルツ、小説家、画家（* 1892年）
- 1943年 - 宮城山福松、大相撲第29代横綱（* 1895年）
- 1949年 - ジェームズ・アンソール、画家（* 1860年）
- 1960年 - 吉井勇、歌人（* 1886年）
- 1971年 - 内山岩太郎、神奈川県知事（* 1890年）
- 1975年 - 三島徳七、冶金学者（* 1893年）
- 1976年 - 高橋吉雄、元プロ野球選手（* 1908年）
- 1977年 - 井亀あおい、『アルゴノオト あおいの日記』著者（* 1960年）
- 1982年 - 坪井忠二、地球物理学者（* 1902年）
- 1982年 - アーヴィング・ゴッフマン、社会学者（* 1922年）
- 1989年 - 森茂喜 、政治家（* 1910年）
- 1992年 - 関沢新一、脚本家、作詞家（* 1920年）
- 1996年 - 松島詩子、歌手（* 1905年）
- 1998年 - 藤田哲也、気象学者（* 1920年）
- 1998年 - アラン・J・パクラ、映画監督（* 1928年）
- 1998年 - 竹村幸雄、政治家（* 1930年）
- 1999年 - ホルスト・P・ホルスト、写真家（* 1906年）
- 1999年 - 山村正夫、推理作家（* 1931年）
- 2003年 - 瀧安治、元プロ野球選手（* 1941年）
- 2004年 - ジョン・ベーン、薬理学者（* 1927年）
- 2004年 - ブライアン・トラックスラー、元プロ野球選手（* 1967年）
- 2005年 - 中山素平、元日本興業銀行（現みずほフィナンシャルグループ）頭取（* 1906年）
- 2005年 - 東野芳明、美術評論家（* 1930年）
- 2007年 - サボー・マグダ、小説家（* 1917年）
- 2007年 - 西田吉宏、自由民主党参議院議員（* 1934年）
- 2010年 - 75センツ、歌手、アコーディオン奏者（* 1933年）
- 2012年 - 井上雪子[19]、女優（* 1915年）
- 2012年 - 福永令三[20]、童話作家（* 1928年）
- 2012年 - 宮史郎、演歌歌手（* 1943年）
- 2013年 - フレデリック・サンガー、生化学者（* 1918年）
- 2014年 - マイク・ニコルズ、映画監督（* 1931年）
- 2014年 - ジョニー大倉、ミュージシャン、俳優（* 1952年）
- 2015年 - 小倉基、政治家（* 1931年）
- 2017年 - チャールズ・マンソン[21]、カルト指導者、犯罪者（* 1934年）
- 2017年 - ヤナ・ノボトナ[22]、元プロテニス選手（* 1968年）
- 2018年 - 舟山弘一、アクション俳優（* 1975年）
- 2021年 - 唐沢俊二郎、政治家（* 1930年）
- 2021年 - 江上泰山、僧侶、元金閣寺執事長（* 1936年）
- 2021年 - ドン・コージス、バスケットボール選手（* 1939年）
- 2022年 - グレッグ・ベア、SF作家、ファンタジー作家（* 1951年）
- 2022年 - ジェイソン・デビッド・フランク、俳優、総合格闘家（* 1973年）
- 2023年 - 鈴木瑞穂、俳優、声優（* 1927年）
- 2024年 - 九代目市川團蔵、歌舞伎俳優（* 1951年）

## 記念日・年中行事
- 国際男性デー
男性の健康やジェンダー（社会的性差）を考える日。1999年にトリニダード・トバゴで始まったとされる[23]。
- 世界トイレの日（World Toilet Day）（ 国際連合）
2001年11月19日に「世界トイレ機関（英語版）」が創設され、この日が「世界トイレの日」とされた。翌年以降、11月19日に世界各地でトイレ問題を考えるイベント・取り組みが広がっていったことを受け、2013年7月24日の国連総会で「世界トイレの日」が正式に制定された[24]。
- 国旗の日（ ブラジル）
1889年のこの日にブラジルの国旗が制定されたことを記念。
- プエルトリコ発見の日（ プエルトリコ）
1493年のこの日、クリストファー・コロンブスが現在のプエルトリコにヨーロッパ人として初めて上陸したことを記念。
- 農協記念日（ 日本）
1947年のこの日に農業協同組合法が公布されたことにちなみ、全国農業協同組合中央会（JA全中）が制定[25]。
- 鉄道電化の日（ 日本）
1956年11月19日に東海道本線の京都駅 - 米原駅間が電化し、東海道本線が全線電化されたのを記念して、1964年に鉄道電化協会が制定。
- 一茶忌
文政10年11月19日の小林一茶の命日に因む。なお、19日は旧暦でありグレゴリオ暦では1828年1月5日。
- いい塾の日
2007年11月19日の東海地区を中心に展開するSHIMONGROUPのHOMES個別指導学院の設立日。2015年から、日本記念日協会の認定を受ける。講師、生徒、保護者が私塾教育について考える日とするのが目的。日付は11と19で「いい塾」と読む語呂合わせでもある。
- 緑のおばさんの日
1959年（昭和34年）のこの日、通学する児童を交通事故から守るための学童擁護員(緑のおばさん)の制度がスタートした。